# Miné de Klerk
Miné de Klerk (* 30. März 2003 in Welkom) ist eine südafrikanische Leichtathletin, die im Kugelstoßen sowie im Diskuswurf an den Start geht.

## Sportliche Laufbahn
Erste Erfahrungen bei internationalen Wettkämpfen sammelte Miné de Klerk im Jahr 2019, als sie bei den Jugendafrikameisterschaften in Abidjan mit einer Weite von 16,90 m die Silbermedaille im Kugelstoßen mit der 3-kg-Kugel gewann und mit 40,62 m den vierten Platz im Diskuswurf belegte. 2021 siegte sie dann mit 17,40 m überlegen bei den U20-Weltmeisterschaften in Nairobi und gewann mit dem Diskus mit neuem afrikanischen U20-Rekord von 53,50 m die Silbermedaille. Im Herbst begann sie ein Studium an der University of Oregon. Im Jahr darauf siegte sie bei den U20-Weltmeisterschaften in Cali mit 17,17 m erneut im Kugelstoßen und sicherte sich im Diskuswurf mit 53,54 m die Bronzemedaille. 2024 gewann sie bei den Afrikameisterschaften in Douala mit 17,09 m die Silbermedaille hinter ihrer Landsfrau Ashley Erasmus. Anschließend verpasste sie bei den Olympischen Sommerspielen in Paris mit 15,63 m den Finaleinzug. Im Jahr darauf belegte sie bei den World University Games in Bochum mit 17,33 m den vierten Platz.
2021 wurde de Klerk südafrikanische Meisterin im Kugelstoßen.

## Persönliche Bestleistungen
- Kugelstoßen: 17,87 m, 21. Februar 2025 in Lincoln
- Diskuswurf: 55,17 m, 29. März 2024 in Gainesville